# Italia centrale
L'Italia centrale, Centritalia, Centro Italia o, più semplicemente, Centro, è quella parte del territorio italiano che, nella definizione dell'Istat adottata anche dall'Eurostat, comprende le regioni Lazio, Marche, Toscana e Umbria. L'Abruzzo, sebbene sia anch'esso situato geograficamente nell'area centrale della penisola italiana, rientra nell'Italia meridionale per ragioni storiche, linguistiche e culturali.

## Geografia fisica
È attraversata dagli Appennini settentrionali e centrali ed è bagnata a est dal mare Adriatico, a ovest dal mar Tirreno e dal mar Ligure. I principali fiumi di questa porzione di territorio sono l'Arno e il Tevere con i loro affluenti (es. Aniene), e il Liri-Garigliano. I laghi più importanti sono il Trasimeno, il lago di Montedoglio, il lago di Bolsena, il lago di Bracciano, il lago di Vico, il lago di Albano, il lago di Nemi e il lago di Sabaudia. Da un punto di vista altimetrico l'Italia centrale ha un territorio prevalentemente collinare (68,9%). Le zone montuose e quelle pianeggianti equivalgono rispettivamente al 26,9% e al 4,2% della ripartizione territoriale.

### Confini
L'Italia centrale confina a nord con l'Italia settentrionale e San Marino, include al suo interno la Città del Vaticano, mentre a sud-est confina con l'Italia meridionale. Quest'ultima linea di confine segue, almeno a grandi linee, quello che in epoca pre-unitaria costituiva il confine tra lo Stato Pontificio e il Regno delle Due Sicilie, con le seguenti aggiunte:
- l'ex circondario di Cittaducale: incorporato, fin dal 1927, alla provincia di Rieti,[5] facente prima parte dell'Abruzzo Ulteriore II;
- gli ex-circondari di Sora e di Gaeta: facenti prima parte della provincia di Terra di Lavoro, dal 1927 aggregati alla provincia di Roma.[6][7]

Viceversa il territorio dell'ex delegazione apostolica di Benevento, che fino al 1860 costituiva un'exclave pontificia nel regno duo-siciliano, passò alla Campania e dunque all'Italia meridionale.

## Demografia
La popolazione residente nell'Italia centrale ammonta a 11 703 437 abitanti.

### Regioni
| Regione | Capoluogo | Abitanti  |
| ------- | --------- | --------- |
| Lazio   | Roma      | 5 710 493 |
| Marche  | Ancona    | 1 480 938 |
| Toscana | Firenze   | 3 660 551 |
| Umbria  | Perugia   | 851 455   |

### Comuni più popolosi
Di seguito si riporta l'elenco della popolazione residente nei comuni con più di 50 000 abitanti.
| #  | Comune              | Immagine      | Regione | Provincia       | Abitanti  |
| -- | ------------------- | ------------- | ------- | --------------- | --------- |
| 1  | Roma                | senza cornice | Lazio   | Roma            | 2 746 929 |
| 2  | Firenze             | senza cornice | Toscana | Firenze         | 362 582   |
| 3  | Prato               | senza cornice | Toscana | Prato           | 198 440   |
| 4  | Perugia             | senza cornice | Umbria  | Perugia         | 162 526   |
| 5  | Livorno             | senza cornice | Toscana | Livorno         | 152 684   |
| 6  | Latina              | senza cornice | Lazio   | Latina          | 127 634   |
| 7  | Terni               | senza cornice | Umbria  | Terni           | 106 342   |
| 8  | Ancona              | senza cornice | Marche  | Ancona          | 99 515    |
| 9  | Arezzo              | senza cornice | Toscana | Arezzo          | 96 604    |
| 10 | Pesaro              | senza cornice | Marche  | Pesaro e Urbino | 95 377    |
| 11 | Pisa                | senza cornice | Toscana | Pisa            | 89 486    |
| 12 | Guidonia Montecelio | senza cornice | Lazio   | Roma            | 89 251    |
| 13 | Pistoia             | senza cornice | Toscana | Pistoia         | 88 898    |
| 14 | Lucca               | senza cornice | Toscana | Lucca           | 88 541    |
| 15 | Fiumicino           | senza cornice | Lazio   | Roma            | 83 287    |
| 16 | Grosseto            | senza cornice | Toscana | Grosseto        | 81 364    |
| 17 | Aprilia             | senza cornice | Lazio   | Latina          | 74 658    |
| 19 | Viterbo             | senza cornice | Lazio   | Viterbo         | 66 443    |
| 18 | Massa               | senza cornice | Toscana | Massa-Carrara   | 65 712    |
| 20 | Pomezia             | senza cornice | Lazio   | Roma            | 65 066    |
| 21 | Viareggio           | senza cornice | Toscana | Lucca           | 60 684    |
| 22 | Fano                | senza cornice | Marche  | Pesaro e Urbino | 59 909    |
| 23 | Anzio               | senza cornice | Lazio   | Roma            | 59 853    |
| 24 | Carrara             | senza cornice | Toscana | Massa-Carrara   | 59 676    |
| 25 | Foligno             | senza cornice | Umbria  | Perugia         | 55 292    |
| 26 | Tivoli              | senza cornice | Lazio   | Roma            | 55 138    |
| 27 | Siena               | senza cornice | Toscana | Siena           | 53 033    |
| 28 | Velletri            | senza cornice | Lazio   | Roma            | 52 950    |
| 29 | Civitavecchia       | senza cornice | Lazio   | Roma            | 51 620    |
| 30 | Ardea               | senza cornice | Lazio   | Roma            | 50 858    |

## Province
| Provincia     | Provincia                            | Regione |
| ------------- | ------------------------------------ | ------- |
|               | Provincia di Frosinone               | Lazio   |
|               | Provincia di Latina                  | Lazio   |
|               | Provincia di Rieti                   | Lazio   |
|               | Città metropolitana di Roma Capitale | Lazio   |
|               | Provincia di Viterbo                 | Lazio   |
|               | Provincia di Ancona                  | Marche  |
|               | Provincia di Ascoli Piceno           | Marche  |
|               | Provincia di Fermo                   | Marche  |
|               | Provincia di Macerata                | Marche  |
|               | Provincia di Pesaro e Urbino         | Marche  |
| senza cornice | Provincia di Arezzo                  | Toscana |
| senza cornice | Città metropolitana di Firenze       | Toscana |
| senza cornice | Provincia di Grosseto                | Toscana |
| senza cornice | Provincia di Livorno                 | Toscana |
| senza cornice | Provincia di Lucca                   | Toscana |
| senza cornice | Provincia di Massa-Carrara           | Toscana |
| senza cornice | Provincia di Pisa                    | Toscana |
| senza cornice | Provincia di Pistoia                 | Toscana |
| senza cornice | Provincia di Prato                   | Toscana |
| senza cornice | Provincia di Siena                   | Toscana |
| senza cornice | Provincia di Perugia                 | Umbria  |
| senza cornice | Provincia di Terni                   | Umbria  |

## Economia
Utilizzando la distinzione in tre Italie industriali di Arnaldo Bagnasco, gran parte dell'Italia centrale farebbe parte della "Terza Italia", quella caratterizzata da un'industria, tranne alcune grandi multinazionali, espressa da piccole e medie aziende scarsamente legate agli aiuti di Stato. Il turismo (naturale, artistico, commerciale e sportivo) è assai sviluppato ovunque.
Terni è leader nel settore siderurgico e nella fattispecie in quello dell'acciaio inossidabile. Il suo polo industriale è secondo per grandezza e primo per produttività in Italia. Fabriano (AN) è famosa per la produzione di carta (Cartiere Miliani Fabriano, Museo della carta e della filigrana, Archivio storico delle Cartiere Miliani Fabriano) e per le fabbriche della famiglia Merloni: Indesit Company, Ariston Group e Antonio Merloni. È quindi un importante polo industriale, grazie alla produzione di elettrodomestici e di cappe aspiranti, settore in cui la città è prima in Italia, grazie a industrie quali Elica, Best e Faber.
In Alta Valle del Tevere, Città di Castello (PG) è ben nota per la produzione tipografica, avviata sul finire del XIX secolo, e le industrie tessili, del legno e metalmeccaniche, con alcuni marchi di rilievo internazionale; significativo l'artigianato del ferro. La limitrofa Sansepolcro è sede di importanti industrie alimentari, tra cui spiccano la Buitoni e Aboca, qui fondate rispettivamente nel 1827 e 1978 e oggi note a livello mondiale, un centro di ricerca della Nestlé e numerose aziende di medie e piccole dimensioni nel settore tessile e abbigliamento; l'artigianato si caratterizza per la lavorazione dell'oro, del legno e del merletto.